# 莫 (涅夫勒省)
莫村（法語：Maux，法語發音：[mo] ⓘ）是法国涅夫勒省的一个市镇，位于该省中东部，属于希农堡（城）区。

## 地理
莫村（47°2'54"N, 3°46'55"E）面积22.6 平方千米，位于法国勃艮第-弗朗什-孔泰大區涅夫勒省，该省份为法国中部省份，北至约讷省，西北接卢瓦雷省，西接谢尔省，南至阿列省，东南接索恩-卢瓦尔省，东临科多尔省。
与莫村接壤的市镇（或旧市镇、城区）包括：舒尼、布里奈、利芒通、穆兰昂日尔贝、圣佩勒斯、塞尔马日、巴祖瓦地区唐奈。
莫村的时区为UTC+01:00、UTC+02:00（夏令时）。

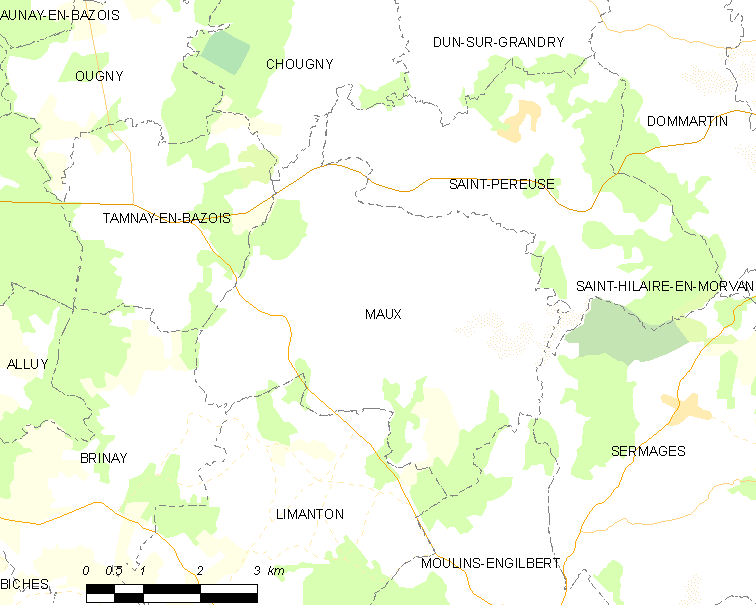
莫村的OSM定位图

## 行政
莫村的邮政编码为58290，INSEE市镇编码为58161。

## 政治
莫村所属的省级选区为吕济县。

## 人口

1962-2008年间莫村人口变化图示

莫村于2022年1月1日时的人口数量为146人。